# ʿAbdallāh ibn ʿAlī
ʿAbdallāh ibn ʿAlī (arabisch عبد الله بن علي‎; * 721; † 764) war ein Angehöriger der Familie der Abbasiden, der Mitte des 8. Jahrhunderts eine wichtige Rolle beim Sturz der Umayyaden-Dynastie spielte und später von seinem Neffen, dem Kalifen al-Mansūr, ermordet wurde.
Bei der Schlacht am Großen Zāb im Januar 750, bei der die Abbasiden dem letzten umayyadischen Kalifen Marwan II. die vernichtende Niederlage zufügten, hatte ʿAbdallāh ibn ʿAlī das Oberkommando inne. Anschließend verfolgte er Marwān durch Syrien und Palästina, wobei er zwischendurch Damaskus einnahm. Während seines Aufenthaltes in Palästina ließ er 80 Angehörige des Umayyaden-Hauses auf einmal hinrichten. Dies führte zu einem ersten anti-abbasidischen Aufstand in Syrien, den ʿAbdallāh selbst noch im Jahr 750 bei Mardsch Achram niederschlug.
In den folgenden Jahren wirkte er für den ersten abbasidischen Kalifen Abu l-Abbas as-Saffah als Gouverneur in Syrien. Im Frühjahr 754 beauftragte ihn Abū l-ʿAbbās mit der Leitung eines Feldzuges gegen das Byzantinische Reich, an dem Männer aus Syrien, Chorasan, aus der Dschazīra und Mossul teilnahmen. Nachdem er mit dem Heer aufgebrochen war, erreichte ihn bei Doliche die Nachricht vom Tode des Kalifen. ʿAbdallāh ibn ʿAlī forderte hieraufhin seine Soldaten auf, ihm als neuem Kalifen den Treueid zu leisten, mit der Behauptung, dass as-Saffāh bei der abbasidischen Machtergreifung demjenigen, der Marwan II. besiegen würde, die Thronfolge versprochen habe. Die meisten seiner Kämpfer entsprachen seiner Bitte und huldigten ihm. Als ʿAbdallāh hörte, dass der verstorbene Kalif seinen Neffen al-Mansūr als Thronfolger eingesetzt hatte und dieser ein Heer gegen ihn ausgesandt hatte, an dessen Spitze Abu Muslim, der mächtige Gouverneur von Chorasan, stand, ließ er eine große Anzahl von Chorasaner (die arabischen Quellen sprechen von 17.000) aus seinem Heer töten, aus Furcht, dass diese zu Abū Muslim überlaufen würden. Im November 754 wurde ʿAbdallāh mit seinem Restheer von Abū Muslim in Nisibis besiegt.
ʿAbdallāh flüchtete nach der Niederlage zu seinem Bruder Sulaimān, der in Basra als Statthalter fungierte, und leistete dort im Jahr 755 dem Kalifen den Treueid. Nachdem im Jahr 756 Sulaimān des Statthalteramtes enthoben worden war, lieferte er seinen Bruder aufgrund eines Sicherheitsversprechens (amān) an den Kalifen aus, doch hielt dieser dieses Sicherheitsversprechen nicht ein, sondern ließ ʿAbdallāh ins Gefängnis werfen. Im Jahr 764 ließ der Kalif seinen Onkel ermorden, indem er ihn in einem Haus unterbrachte, das vorher manipuliert worden war, so dass es wenig später über ihm zusammenstürzte.